# Ballade vom preußischen Ikarus
Die Ballade vom preußischen Ikarus ist ein Gedicht und Lied des deutschen Liedermachers und Lyrikers Wolf Biermann. 
Er schrieb es im Sommer 1976 und stellte es am Ende des Kölner Konzerts erstmals vor. Etwa zwei Jahre nach seiner Ausbürgerung aus der DDR erschien das Gedicht in der Sammlung Preußischer Ikarus im Verlag Kiepenheuer & Witsch und wurde später in weitere Sammelbände und Anthologien aufgenommen.
Die Ballade umfasst drei Strophen und gehört zu Biermanns bekanntesten Werken.

## Text
Die erste Strophe lautet:
Da, wo die Friedrichstraße sacht

Den Schritt über das Wasser macht

da hängt über der Spree

Die Weidendammerbrücke. Schön

Kannst du da Preußens Adler sehn

wenn ich am Geländer steh

dann steht da der preußische Ikarus

mit grauen Flügeln aus Eisenguß

dem tun seine Arme so weh

er fliegt nicht weg – er stürzt nicht ab

macht keinen Wind – und macht nicht schlapp

am Geländer über der Spree

## Form
Das Gedicht umfasst drei Strophen mit jeweils zwölf Versen. Die Strophen sind zweiteilig: Den ersten sechs Zeilen folgt ein Refrain mit ebenfalls sechs Zeilen. Biermann wählte ein Druckbild, das diese Untergliederung für das ganze Gedicht deutlich macht. Das Reimschema der Strophen ist durchgängig [aabccb], während das überwiegend jambische Versmaß nicht streng durchgehalten wird: Die Verse 1, 2, 4 und 5 sind vierhebig, die Verse 3 und 6 hingegen dreihebig. Dieser Rhythmus wird in den anderen Strophen beibehalten.
Während der Refrain in der ersten und zweiten Strophe nur leicht variiert wird, ist er in der dritten Strophe deutlich auf das lyrische Ich hin verändert, das nun selbst die Rolle des scheiternden Ikarus einnimmt.

## Konzerte
Biermann sang das Lied erstmals am 13. November 1976 am Ende seines Konzerts in der Kölner Sporthalle. Er leitete es mit Hinweisen zur Entstehung und zum Ikarus-Mythos ein. Während des Vortrags unterbrach er sich mehrfach, weil das Stück neu war und er einen Krampf im linken Zeigefinger hatte. Ein Mitschnitt wurde 1977 auf der Langspielplatte Das geht sein’ sozialistischen Gang bei CBS veröffentlicht.
Nach dem Schock vom 16. November wollte er sein Konzert in der Bochumer Ruhrlandhalle zunächst absagen, sang dann aber „doch noch für paar Freunde“, zu denen auch Rudi Dutschke gehörte. In der emotionalen Einführung erwähnte er das Kölner Konzert und die Probleme beim Vortrag des Stückes. Es komme ihm so vor, als sei sein „Zeigefinger klüger“ als er selbst und hätte ihn gewarnt, die Ballade nicht zu singen. In der letzten Strophe habe er „genau das an die Wand“ gemalt, was ihm nun geschehen sei. Nachdem er das Stück gesungen hatte, erhob sich das Publikum und applaudierte; einige Zuhörer kämpften mit den Tränen.

## Entstehung und Hintergrund
Das Stück geht auf eine konkrete Situation in Berlin zurück. Im Sommer 1976 traf Biermann sich mit Allen Ginsberg und Peter Orlovsky und flanierte mit ihnen über die Friedrichstraße. Auf der Weidendammer Brücke stellte er sich vor den gusseisernen Adler, der in die Ornamente des Geländers eingebunden ist, und ließ sich so fotografieren, dass die Flügel aus seinen Schultern zu wachsen schienen.
Das Gedicht wurde 1978 im Sammelband Preußischer Ikarus veröffentlicht, etwa zwei Jahre nach Biermanns Ausbürgerung. Die erste Hälfte der Sammlung präsentiert die in der DDR geschriebenen Lieder und Gedichte, während die Verse des zweiten Teils seine neuen Erfahrungen in Westdeutschland widerspiegeln.
In der Mitte des Bandes finden sich kurze Essays, in denen er auf die Entstehung des Gedichts eingeht. Im zweiten dieser „Vorworte“ fragt Biermann, warum Ikarus „so viel berühmter als sein Vater“ Daedalus sei, „der es doch geschafft hat.“ Immerhin habe er den wunderbaren Einfall gehabt, „mit den künstlichen Flügeln [...] aus Adlerfedern und Bienenwachs“ der Gefangenschaft auf Kreta zu entkommen und nicht im Meer zu ertrinken. Der kluge Vater flog eben „nicht zu tief am Wasser, nicht zu hoch an der Sonne“ und habe so entkommen können.
Wie Biermann weiter schreibt, ergriff ihn die „ganze Furcht vor einem Absturz [...] eines schlimmen Tages“. Sollte er im Westen leben müssen, würde er keine Zeile mehr schreiben können.

## Deutungsansatz und Rezeption
Marcel Reich-Ranicki nahm das Werk in seinen Kanon auf. Für ihn ist die Ballade vom preußischen Ikarus mit ihren einfachen und deshalb überzeugenden Metaphern eines der schönsten Gedichte Biermanns. Von der Mehrheit der bundesdeutschen Lyriker unterscheide ihn, dass er „ein Fundament in sich selber“ habe.
Reich-Ranicki hatte bereits 1965 einen Artikel über Biermann geschrieben und auf das Auftritts- und Publikationsverbot reagiert, das vom 11. Plenum des ZK der SED beschlossen worden war. Auch später setzte er sich immer wieder mit Biermanns Werk auseinander und lobte die Klarheit, Kraft und Einfachheit der Verse, die das Vorbild Bertolt Brecht erkennen ließen. Biermann falle es leicht, die Sprachebenen zu wechseln, Alltagssprache und Vulgarismen ebenso zu verwenden wie zarte Bilder und Lyrismen.
Nach Auffassung Walter Hincks antwortet Biermann auf die in den Essays gestellte Frage mit seiner eigenen Ballade. Womöglich sei das Unvollkommene anrührender als das Perfekte; der Erfolgreiche werde zwar bewundert, der Scheiternde errege aber Mitgefühl. In einer Zeit, in der die Erde von einem Flugnetz überzogen sei, könne man sich mit der eigenen Unsicherheit eher in Ikarus als in seinem Vater wiedererkennen.
Biermann habe sich in vielschichtiger Weise mit Ikarus identifizieren können. Zunächst als Gefangener im Labyrinth, war die DDR doch wie Kreta ein „Inselland“, das zwar nicht von den Wogen des Meeres „umbrandet“ wurde, aber „umgürtet“ war von „Stacheldraht“ und Schießbefehl an der innerdeutschen Grenze. Dieser Draht schneide tief in das Denken der Menschen ein; die Gefangenschaft hinter dem Zaun sei „zur zweiten Natur der Menschen geworden“ und könne als Erbe eines Geistes gesehen werden, für den im Gedicht der preußische Adler steht.
Auch Bertolt Brecht hatte sich damit befasst und in seinem Gedicht Gewohnheiten aus dem Zyklus Buckower Elegien den „schrillen“ Kommandoruf „zum Essen!“ kommentiert: „Der preußische Adler / Den Jungen hackt er / Das Futter in die Mäulchen.“
Das Ende der Ballade spiegele die Angst vor dem Absturz, nicht mehr schreiben zu können, wie Biermann selbst es in den Essays andeutet. Diese Befürchtung erwies sich als unbegründet, da der „In-die-Heimat-Vertriebene“, wie Heinrich Böll es formuliert hatte, nicht daran dachte, zu verstummen, sondern es in vielen Gesprächen und Gedichten fertigbrachte, sich erneut „in alle Nesseln zu setzen“ und sich nicht einschüchtern zu lassen.

## Ausgaben (Auswahl)
- Preußischer Ikarus. Lieder, Balladen, Gedichte, Prosa. Kiepenheuer & Witsch, Köln 1978, ISBN 978-3-462-01284-2
- Im Bernstein der Balladen. Lieder und Gedichte. Propyläen Verlag, Berlin 2016, ISBN 978-3-549-07479-4
- Jahrhundertgedächtnis. Deutsche Lyrik im 20. Jahrhundert. Reclam, Stuttgart 1998, ISBN 3-15-059742-0